# Joana da Baviera
Joana da Baviera (em alemão:  Johanna von Bayern, em tcheco/checo:  Johana Bavorská; Haia, c. 1356, 1361 ou 1362 – Castelo de Karlstein, 31 de dezembro de 1386)  foi rainha consorte da Germânia e Boêmia como a primeira esposa de Venceslau IV da Boêmia.

## Família
Joana foi a segunda filha e criança nascida do duque Alberto I da Baviera e de sua primeira esposa, Margarida de Brieg, da Silésia.
Os seus avós paternos eram o imperador Luís IV e Margarida II, Condessa de Hainaut. Os seus avós maternos eram o duque Luís I de Brieg e de Legnica e Inês de Głogów-Żagań.
Ela teve uma irmã mais velha, Catarina, casada com o duque Guilherme I de Gueldres e Jülich. Também teve cinco irmãos mais novos: Margarida, esposa de João, Duque da Borgonha; o duque Guilherme II da Baviera, marido de Margarida da Borgonha, irmã do duque João da Borgonha, e pai de Jaqueline, Condessa de Hainaut; o duque Alberto II da Baviera, que não se casou e nem teve filhos; Joana Sofia, esposa do duque Alberto IV da Áustria, e o duque João III da Baviera, príncipe-bispo de Liège e conde da Holanda.

## Biografia

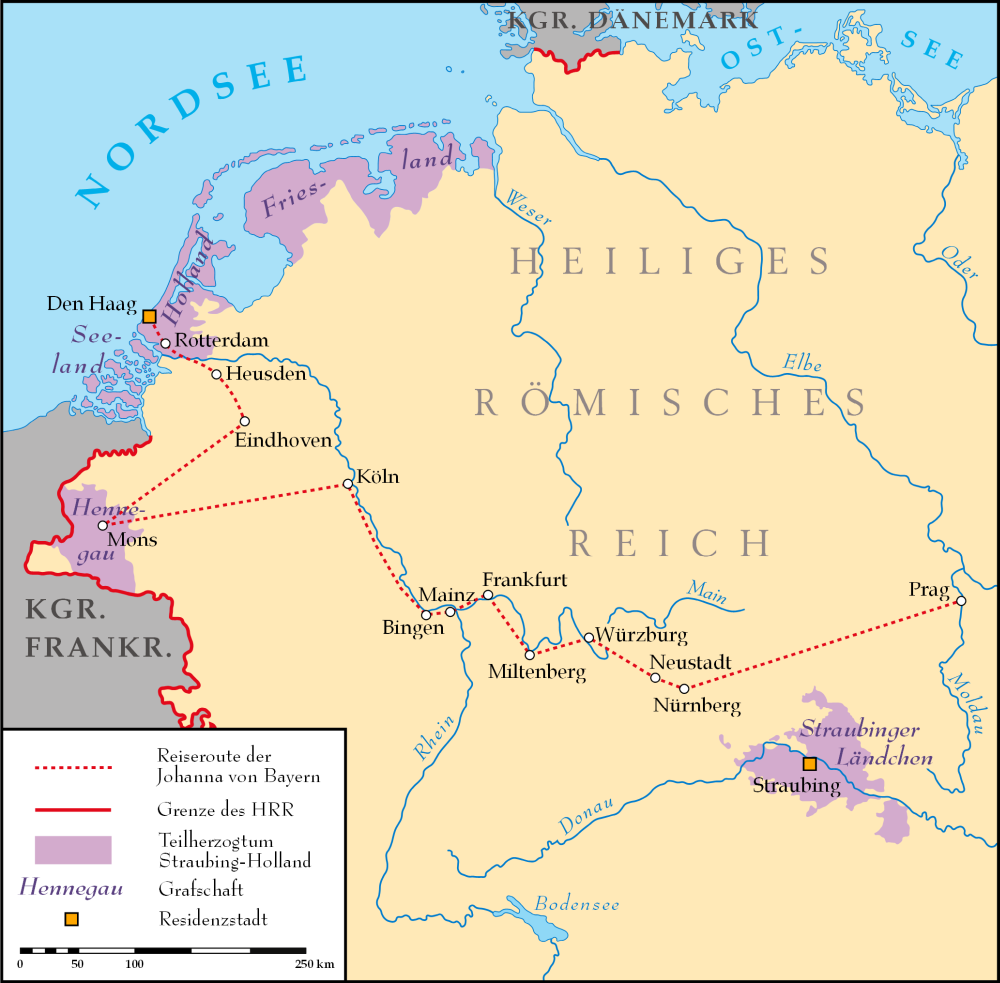
A rota tomada por Joana para chegar na Boêmia.

Em agosto de 1370, a jovem Joana, que tinha entre 8 a 14 anos, deixou Haia e viajou para Praga para se casar com o príncipe Venceslau, da Casa de Luxemburgo, de 9 anos, filho do imperador Carlos IV e de sua terceira esposa, Ana de Swidnica. Eles se casaram em 29 de setembro daquele ano, em Nuremberga. Devido ao fato de que eles dividiam grau de consanguinidade, foi obtida uma dispensa papal. Venceslau já tinha ficado noivo duas vezes antes de casar-se com Joana. O príncipe já havia sido coroado rei da Boêmia, na Catedral de São Vito, na data de 15 de junho de 1363, para confirmá-lo como herdeiro do pai. Por isso, ainda que antes da ascensão oficial ao trono do marido, Joana foi coroada rainha da Boêmia, em 17 de novembro de 1370, na cidade de Praga.
A união foi arranjada com o objetivo de romper uma aliança contra a Boêmia entre os reis da Hungria e Polônia e a família de Joana, os duques da Baviera, que possuíam muitas terras nos Países Baixos. Antes de Joana ser escolhida como noiva, Carlos IV havia planejado casar o filho com Isabel de Nuremberga, mas ela acabou se casando com Roberto, Eleitor do Palatinado, que, mais tarde, viria a suceder Venceslau como rei da Germânia no ano de 1400.
Em 2 de outubro de 1373, ela se tornou eleitora de Brandemburgo quando Venceslau sucedeu ao título. A eleitora anterior foi a cunhada de Joana, Catarina da Boêmia, como consorte de Otão V da Baviera.
O casamento só foi consumado em 1376, quando Venceslau tinha 15 anos, e Joana tinha entre 14 a 20 anos de idade. A partir daí, o casal passou a viver junto com regularidade. Ainda em 1376, eles foram coroados rei e rainha dos Romanos, o qual correspondia ao título de rei e rainha da Germânia, em 6 de julho, na Catedral de Aachen.
A rainha aprendeu a língua tcheca com rapidez. A sua conselheira mais próxima era a imperatriz, madrasta de Venceslau, Isabel da Pomerânia. Contudo, o relacionamento entre Venceslau e Isabel não era bom, pois a imperatriz não gostava do fato de que o enteado era o herdeiro, no lugar dos filhos que ela teve com o imperador, os meio-irmãos mais novos do príncipe.

### Vida como rainha
Com a morte do imperador Carlos IV em 29 de novembro de 1378, o marido de Joana tornou-se o único rei da Germânia e Boêmia. Porém, não chegou a ser coroado imperador do Sacro Império Romano-Germânic como sucessor do pai. Joana compareceu ao funeral do sogro. A agora rainha logo deixou a corte real em Praga para morar no Castelo de Písek, hoje na Boêmia do Sul, onde permaneceu por cerca de um ano. Aparentemente, Joana fez isso após se desentender com a imperatriz viúva.

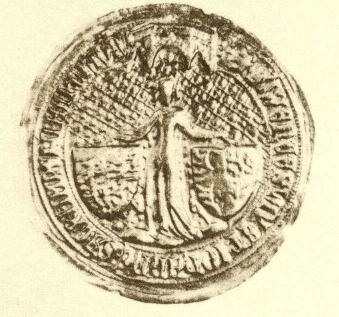
Selo de Joana como rainha.

Joana não desempenhou um grande papel como rainha da Boêmia, mas possuía o seu próprio selo real. Segundo cronistas da época, a rainha não era uma beldade, mas era conhecida pela sua natureza amigável e alegre.

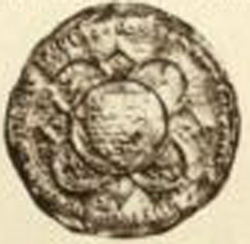
Parte de trás do selo.

Não se sabe ao certo se o casamento foi feliz ou não, pois os relatos sobre a questão variam. No entanto, todos os relatos concordam que o rei adorava beber, e podia ser mal-humorado de vez em quando. Ele também adorava caçar, e tinha até uma matilha de cães de caça que deixava dormir no seu quarto. Venceslau devotava a maior parte de seu tempo a caçar, comer e beber. Ao que parece, Joana tentou convencer o marido a mudar o seu estilo de vida, e levar o seu papel como rei mais a sério. Mesmo considerando o temperamento ruim de Venceslau, parece ter havido um forte vínculo emocional entre o casal. O casal não teve filhos, e acreditava-se que a culpa da falta de filhos era o alcoolismo do rei, o que o deixaria infértil.

### Morte
A rainha faleceu no dia 31 de dezembro de 1386, no Castelo de Karlstein, a cerca de 10 km a sudoeste de Praga, quando tinha entre 24 a 30 anos, possivelmente após ter sido mordida ou estrangulada por um dos cães de caça de Venceslau, embora não se saiba ao certo qual foi a causa definitiva de sua morte repentina.
Segundo um cronista, Joana acordou no meio da noite para usar o penico. Enquanto ela procurava pelo objeto debaixo da cama, o barulho assustou e acordou um dos cachorros, que pulou na rainha e mordeu a sua garganta. Algumas pessoas questionaram como isso pôde ter ocorrido, e se o animal estava acostumado a presença dela; talvez não estivessem acostumados com ela dormindo no mesmo quarto que o dono deles. No entanto, cerca de um ano antes, um dos cães havia mordido um mestre real ao que estaria acostumado. As vezes, a imprudência de Venceslau é usada para explicar o comportamento agressivo dos cães, que eram usados para caçar e matar animais de porte grande, além de proteger seu mestre. Também foi sugerido na época que o cachorro poderia sofrer da doença da raiva. 
Algumas pessoas também questionam a história em si, pois era comum que reis e rainhas dormissem em quartos separados. Contudo, eles poderiam ter passado algumas noites juntos. De acordo com outras teorias, Joana poderia ter passado fome com o  objetivo de suicídio, pois estava infeliz no seu casamento, ou, ainda, poderia ter morrido de peste bubônica, porém, a doença, aparentemente, não estava ativa na área quando ela morreu. Assim, é mais provável que tenha sido atacada por um dos cães do marido, e morrido como consequência.
Apesar do funeral grandioso que preparou para a esposa falecida, no Castelo de Žebrák, Venceslau não esteve presente para se despedir. Um relato diz que ele estava muito doente com angústia pela morte de Joana, enquanto que outro diz que ele saiu para se divertir com seus passatempos favoritos.
O corpo da rainha ficou exposto por alguns dias em igrejas nas cidade de Praga, de acordo com a tradição. Ela foi sepultada, primeiro, na Fortaleza de Vyšehrad, localizada a 3km a sudeste do Castelo de Praga, depois, seu corpo foi movido para o Mosteiro de Zbraslav, no distrito de Zbraslav em Praga, e por fim, em 1423, foi reenterrada na Catedral de São Vito. 
Anos mais tarde, Venceslau se casou com a prima de Joana, Sofia da Baviera, em 1389, porém, também não teve filhos com ela.